# MSC Comet Durmersheim

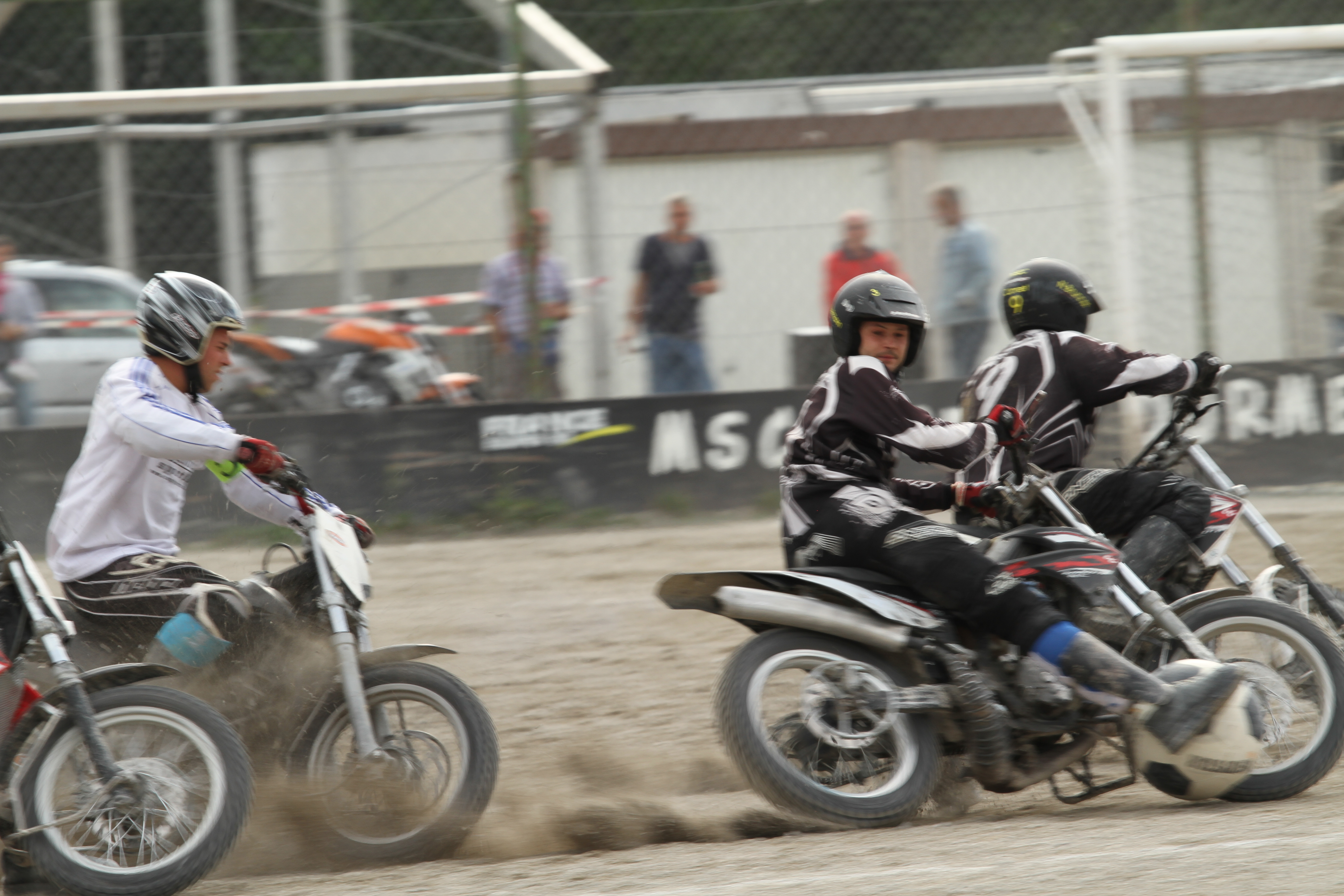
MSC Comet Durmersheim gegen MSC Philippsburg in der Motoball-Saison 2012

Der MSC Comet Durmersheim e. V. im ADAC ist ein deutscher Motoball-Verein.
Der Verein aus dem badischen Durmersheim spielt in der deutschen Bundesliga Süd. Der Verein konnte in seiner Vereinsgeschichte bereits zwölfmal die Meisterschaft für sich entscheiden. Nur der MSC Taifun Mörsch ist mit 19 Titelgewinnen erfolgreicher (Stand 2011).

## Mannschaft 2020
Im Tor stehen folgende Spieler:
- Timo Brunner
- Julian Petri

Folgende Personen sind Feldspieler:
- Norman Brunner
- Jonas Burger
- Michael Jockers

Trainer:  Klaus Koffler und Marco Menge;
Sportleiter: Jonas Burger;
Stellvertreter: Timo Brunner;
Monteure: Marco Herr und Kurt Finkbeiner;
Werkstattbereich: Oliver Bodendorf, Kurt Finkbeiner und Klaus Koffler
Schiedsrichter: Oliver Bodendorf, Klaus Koffler und Rainer Schäfer

## Weblink
- www.msc-comet.de